# Cláudio di Moro
Cláudio di Moro é um cantor e versionista brasileiro.
Claudio Eustáquio Gomes, iniciou a carreira em Belo Horizonte onde viveu até os 21 anos, mas nasceu em São João Del Rei em 1954, onde viveu pouco. Era irmão da atriz (bem mais velha que ele) Wanda Marlene, que foi do Grande Teatro Lourdes da Tv Itacolomi ( local de BH) e diretora de teatro do SESIMinas. Clàudio, desde menino, morando no bairro Barroca em BH mostrava seus pendores para ator e cantor. Em janeiro de 1969 foi cotado para viver o papel infantil -Pablito- da novela " A Rosa Rebelde" protagonizada por Gloria Menezes e Tarcísio Meira. Cantando em pequenos shows em BH e Minas resolveu se mudar com a família (mãe e a irmã) para São Paulo para abrir suas possibilidades artísticas. Nessa época, seu pai, um imigrante libanes, Sr.Salim já havia falecido. Começou cantando versões de músicas estrangeiras. No início dos anos 80 participava com frequência do "Os galãs cantam e dançam aos domingos"  do Programa Sílvio Santos no recém criado SBT, participando inclusive da parte musical do "Miss Brasil", chancela do SBT. Em 1981 gravou uma das músicas da trilha da novela "Rosa Baiana", grande sucesso da TV Bandeirantes em 1981. Fez sucesso em 1992 com o LP Só pra te amar, onde interpretou composições de sua autoria, de Edelson Moura e de Wally Bianchi, com destaque para Preciso de você, Só pra te amar, Outra vez me engano e Paixão.
Foi dele a versão de L'ultima neve di primavera, que esteve na trilha sonora da telenovela da TV Globo Os Gigantes, e que o tornou mais conhecido do grande público.
Foi presença constante em programas de auditório da década de 1980, como Silvio Santos, Carlos Imperial, Chacrinha e Almoço com as Estrelas.
Cláudio Di Moro, que mora em São Paulo, não continua no ramo musical, e atualmente se dedica a administração de imóveis.